# 班卡索卡河
8°35′15″N 12°57′29″W / 8.58750°N 12.95806°W
班卡索卡河是塞拉利昂的河流，處於首都弗里敦東北部60公里，流域面積1,565平方公里，河畔城鎮有洛科港，河道上建有三座水力發電站。